# Pallavolo ai V Giochi panamericani - Torneo femminile
Il IV campionato di pallavolo femminile ai Giochi panamericani si è svolto dal 25 luglio al 1º agosto 1967 a Winnipeg, in Canada, durante i V Giochi panamericani. Al torneo hanno partecipato 6 squadre nazionali nordamericane e sudamericane e la vittoria finale è andata per la prima volta agli Stati Uniti.

## Squadre partecipanti
| - Brasile - Messico - Canada - Cuba - Perù - Stati Uniti |

## Classifica finale
| Classifica | Squadre     |
| ---------- | ----------- |
|            | Stati Uniti |
|            | Perù        |
|            | Cuba        |
| 4          | Brasile     |
| 5          | Messico     |
| 6          | Canada      |